# Le Véritable Messager boiteux de Berne et Vevey
Le Véritable Messager boiteux de Berne et Vevey est le plus ancien almanach édité depuis 1707 en Suisse. C'est l'un des derniers Messager boiteux encore publié.

## Présentation
Cette publication à fort caractère régional contient les calendriers protestants et catholiques, des observations astronomiques sur chaque mois, le cours du soleil et de la lune, les principales foires de Suisse, des départements limitrophes de la France et de la vallée d'Aoste, un recueil de récits et d'anecdotes accompagné de gravures, une revue des principaux événements survenus dans le monde, en Suisse et dans chacun des cantons romands l'année précédente.
Le messager boiteux contient également des prévisions statistiques climatiques pour l'année à venir. Il est souvent mentionné en référence aussi bien dans les conversations de tous les jours que dans les articles de presse lorsque des périodes climatiques particulières surviennent (canicules, longues périodes humides, grands froids, etc.).

## Histoire
- À la suite du décès de Jakob Rosius (de) en 1676, éditeur de l'almanach Rosius Calender, le privilège d'impression est revendu à Henry Decker à Bâle qui commence à publier à partir de 1676 un almanach intitulé Basler Hinkende Bott. Cette même année, un de ses beaux-fils, Jean Conrad de Melchel, publie également un almanach du même nom.
- Rien n'est connu au sujet d'Antoine Souci, nom donné au Messager boiteux, sauf qu'il s'agit de la traduction française d'Anton Sorgmann, nom donné dans les almanachs en Allemand parus précédemment.
- Une traduction française de l'édition de Conrad de Mechel existe dès 1707, et sa vente chez un libraire de Vevey, Issac Chenebié, est attestée dès 1717.
- Isaac Chenebié décède le 25 novembre 1734, sa librairie est reprise par son fils Paul-Abram Chenebié.
- Une édition Bernoise en français, sous le nom Le véritable Messager Boiteux de Berne, basée au début sur l'édition de Jean Conrad de Mechel, fut produite dès 1748 à Berne, puis de 1752 à 1754 à Yverdon, et enfin à Vevey dès 1755.
- Paul-Abram Chenebié meurt le 3 novembre 1772, son fils François-Louis Chenebié reprend l'affaire familiale, et s'associe en 1781 avec son beau-frère Jean-Nicolas Lörtscher.
- Dès 1781 apparition de la publicité dans l'almanach.
- Une version allemande est produite à Vevey de 1794 à 1848 sous le nom de Hinkende Bott von Vivis.
- À la suite des troubles causés par la révolution Helvétique Le Véritable Messager boiteux de Berne devient Le Véritable Messager boiteux de Vevey en 1799, et enfin Le Véritable Messager boiteux de Berne et Vevey en 1803, nom qu'il porte encore[2].
- Au décès de Jean-Nicolas Lörtscher le 10 mars 1814, ses trois fils, Alexandre Doron, Jean Henri Louis et Isaac Vincent, reprennent l'imprimerie familiale.
- Acquisition du bâtiment de la rue du Lac 49 en 1835, les Numéros 47 et 51 ne furent acquis qu'en 1922. Avant cette date la production se faisait dans le quartier de Blonay-Dessous.
- L'imprimerie est reprise par Albert Klausfelder en 1879.
- En 1974 le messager boiteux est repris par une entreprise créée en 1896 par deux de ses anciens employés, Säuberlin & Pfeiffer.

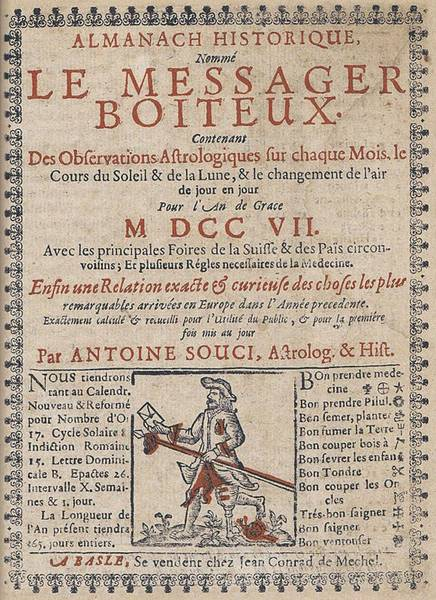
Le Messager Boiteux, page de titre 1707.
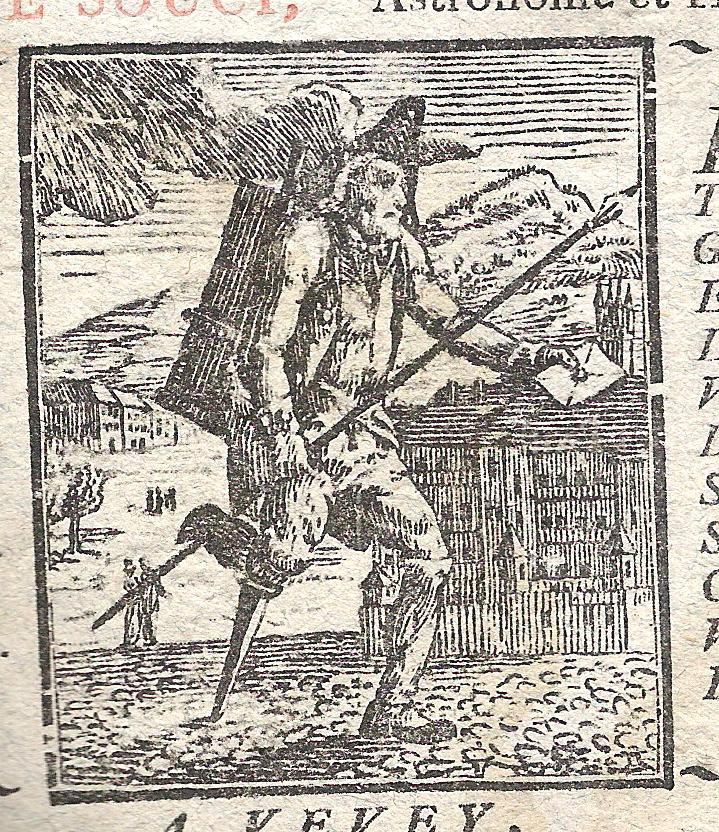
Messager boiteux 1825.
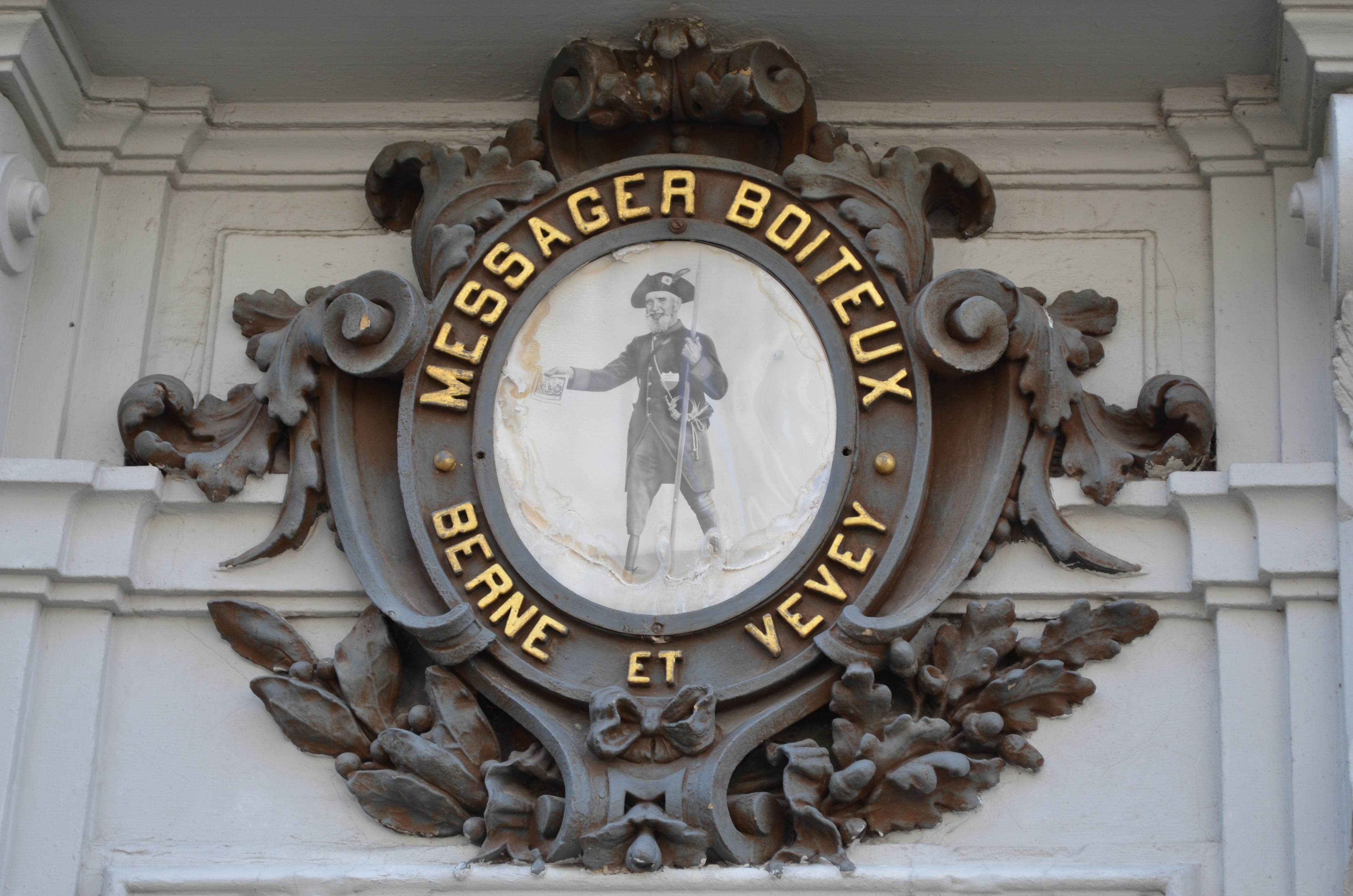
Ancienne imprimerie Säuberlin & Pfeiffer à Vevey

## Structure et contenu

### Page de couverture

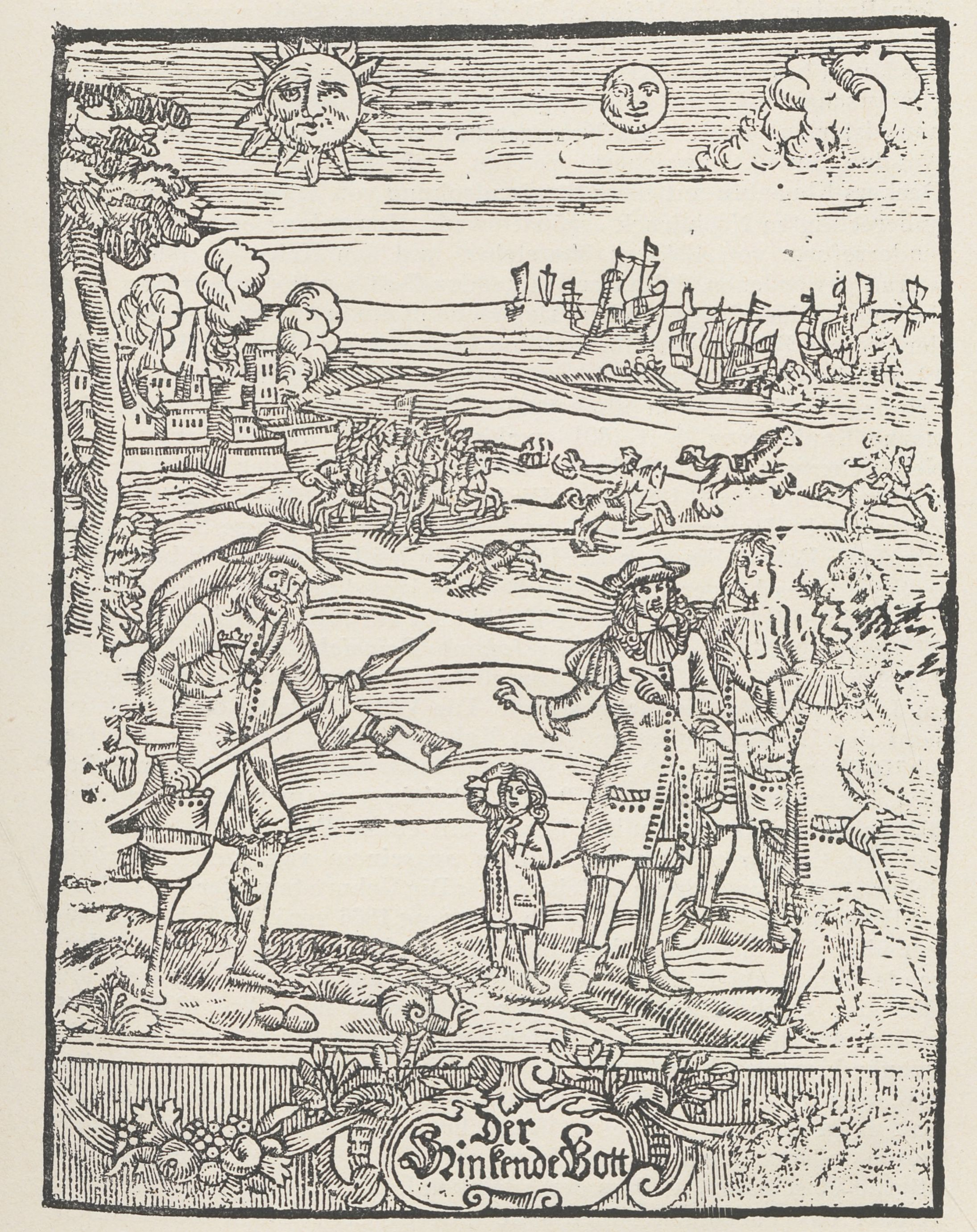
Couverture du Hinkende Bot de Colmar de 1684
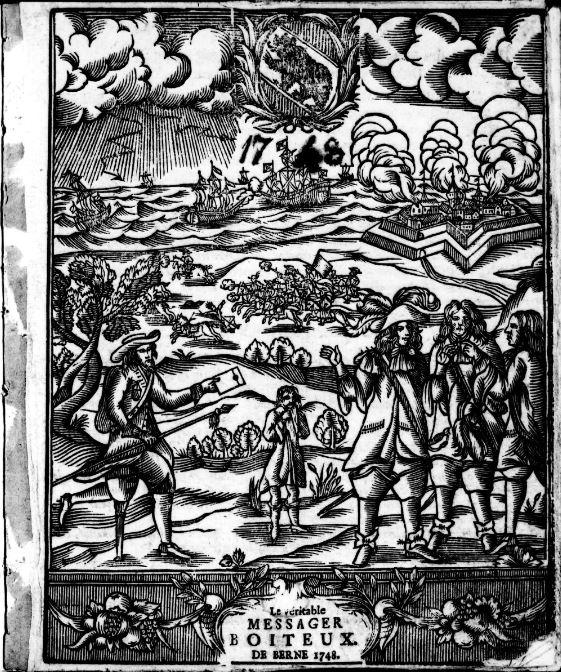
Couverture du Messager Boiteux de Berne de 1748
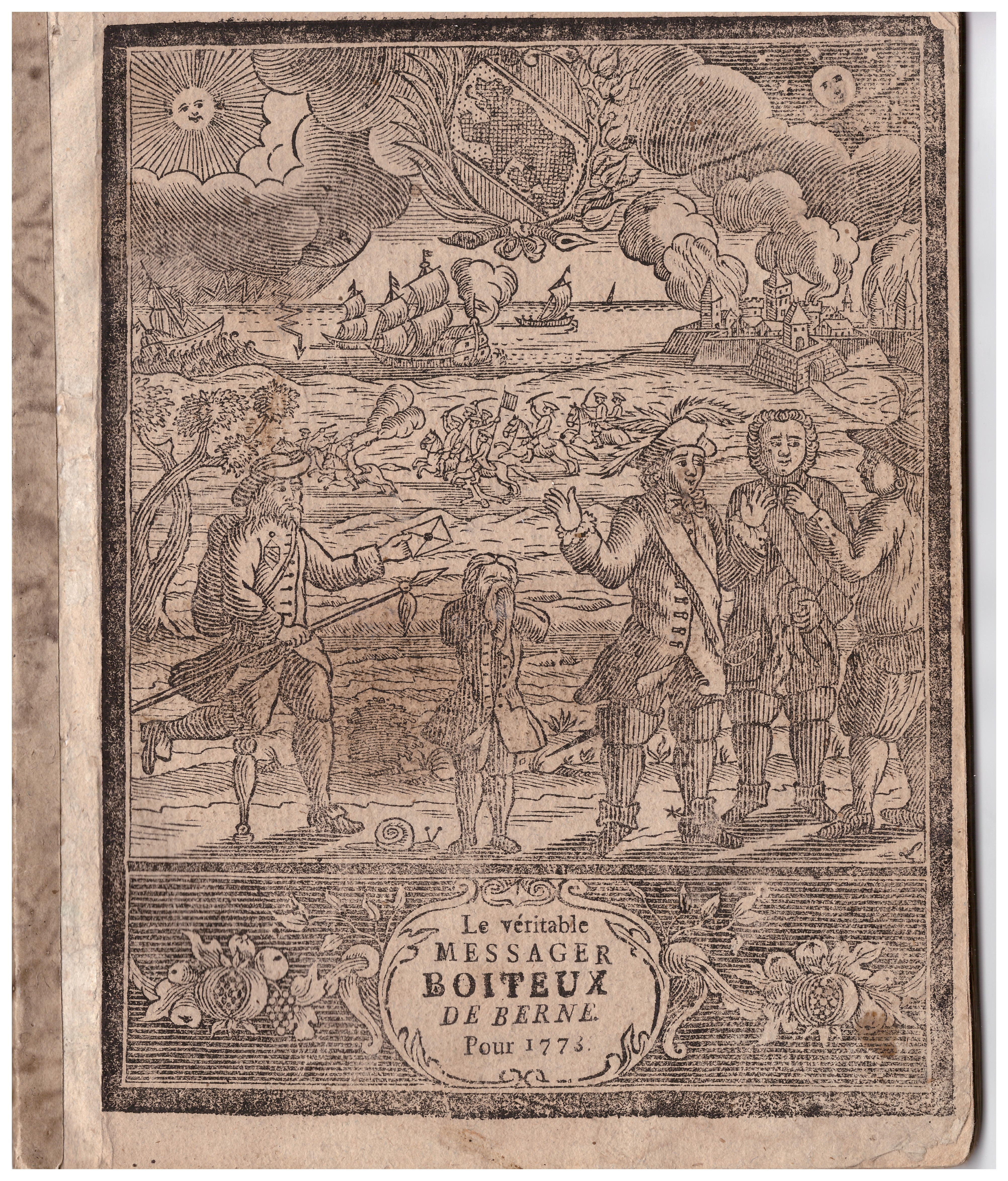
Couverture du Messager Boiteux de Berne de 1778 (imprimé à Vevey)
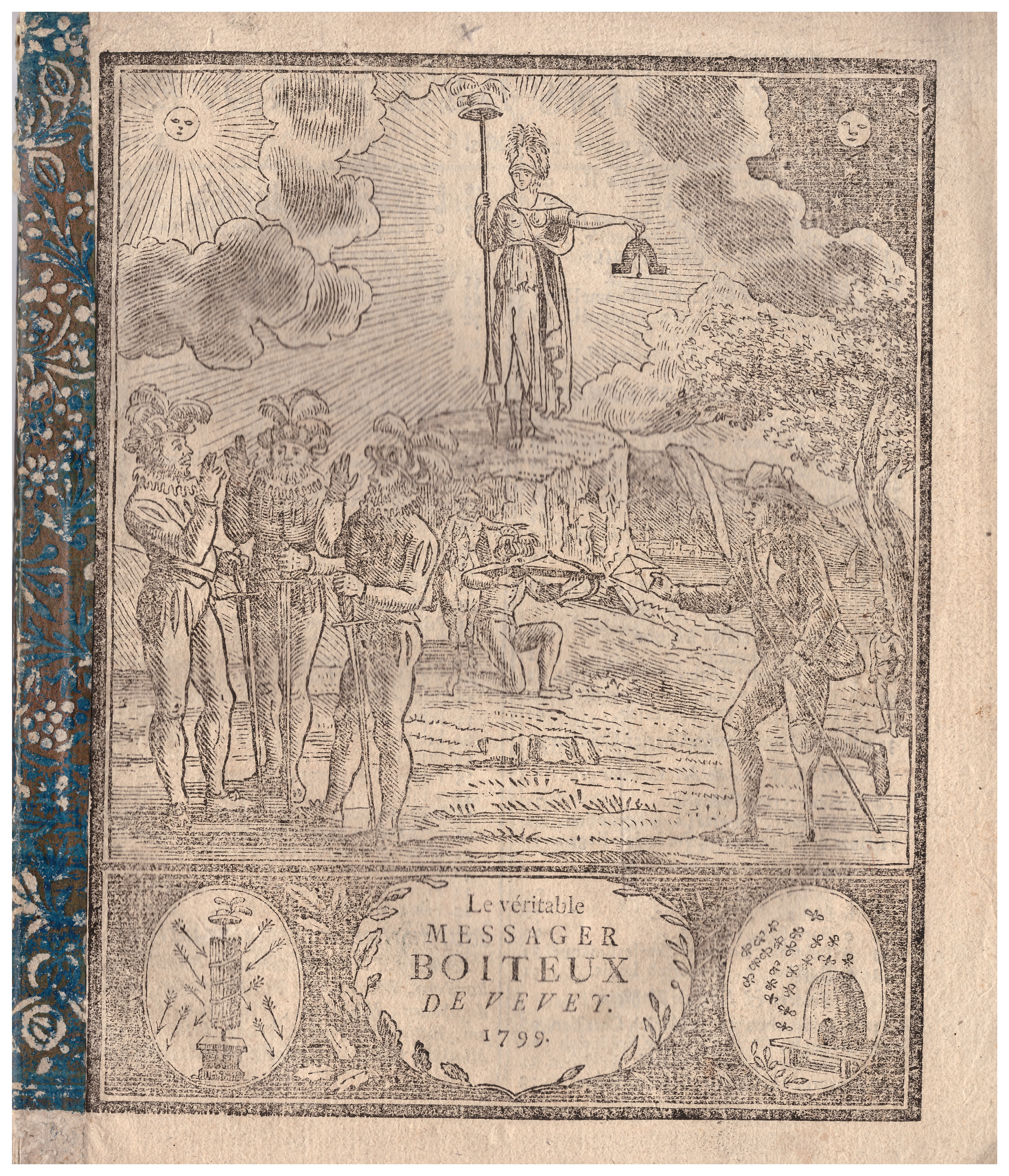
Couverture du Messager Boiteux de 1799
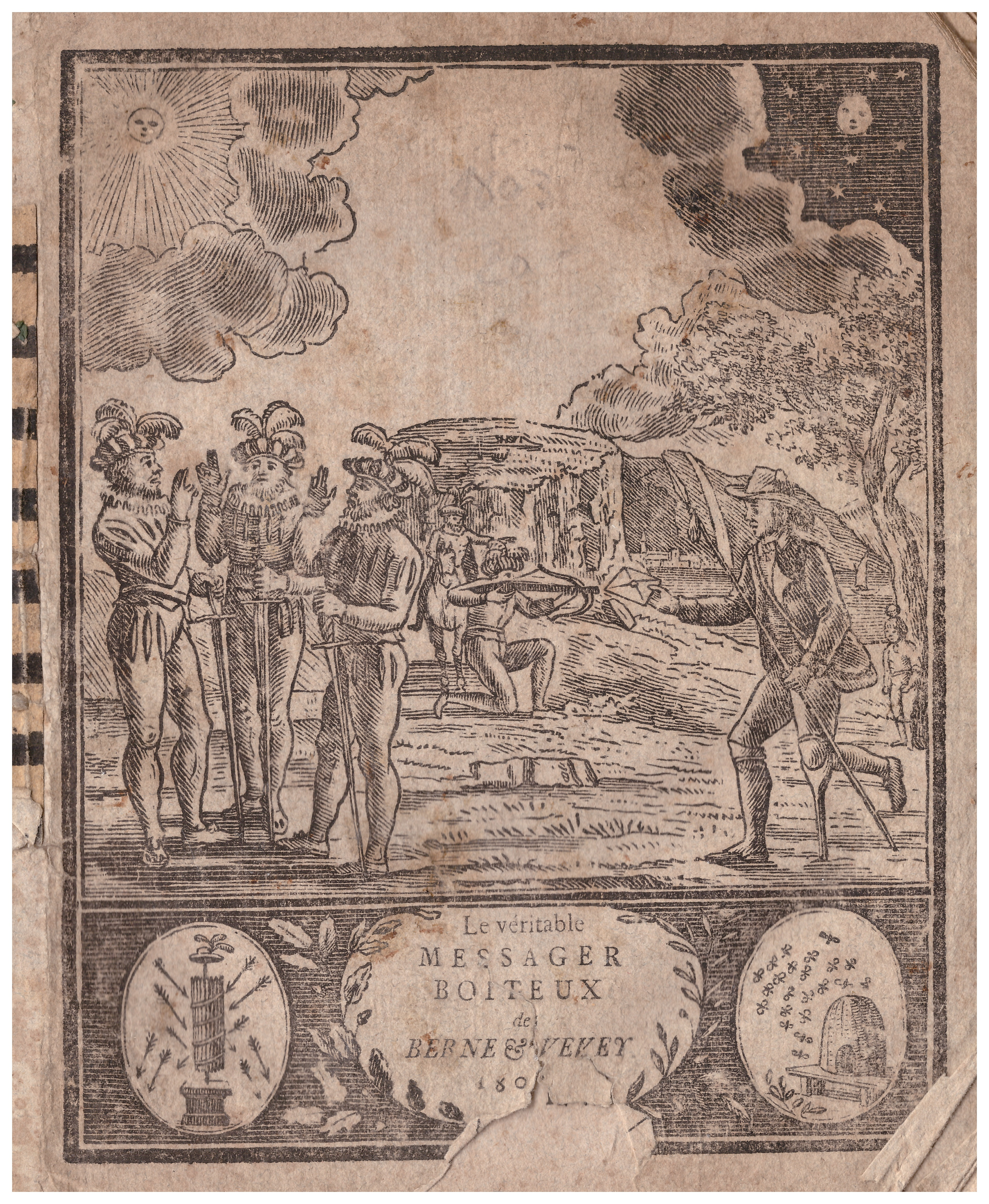
Couverture du Messager Boiteux de 1803
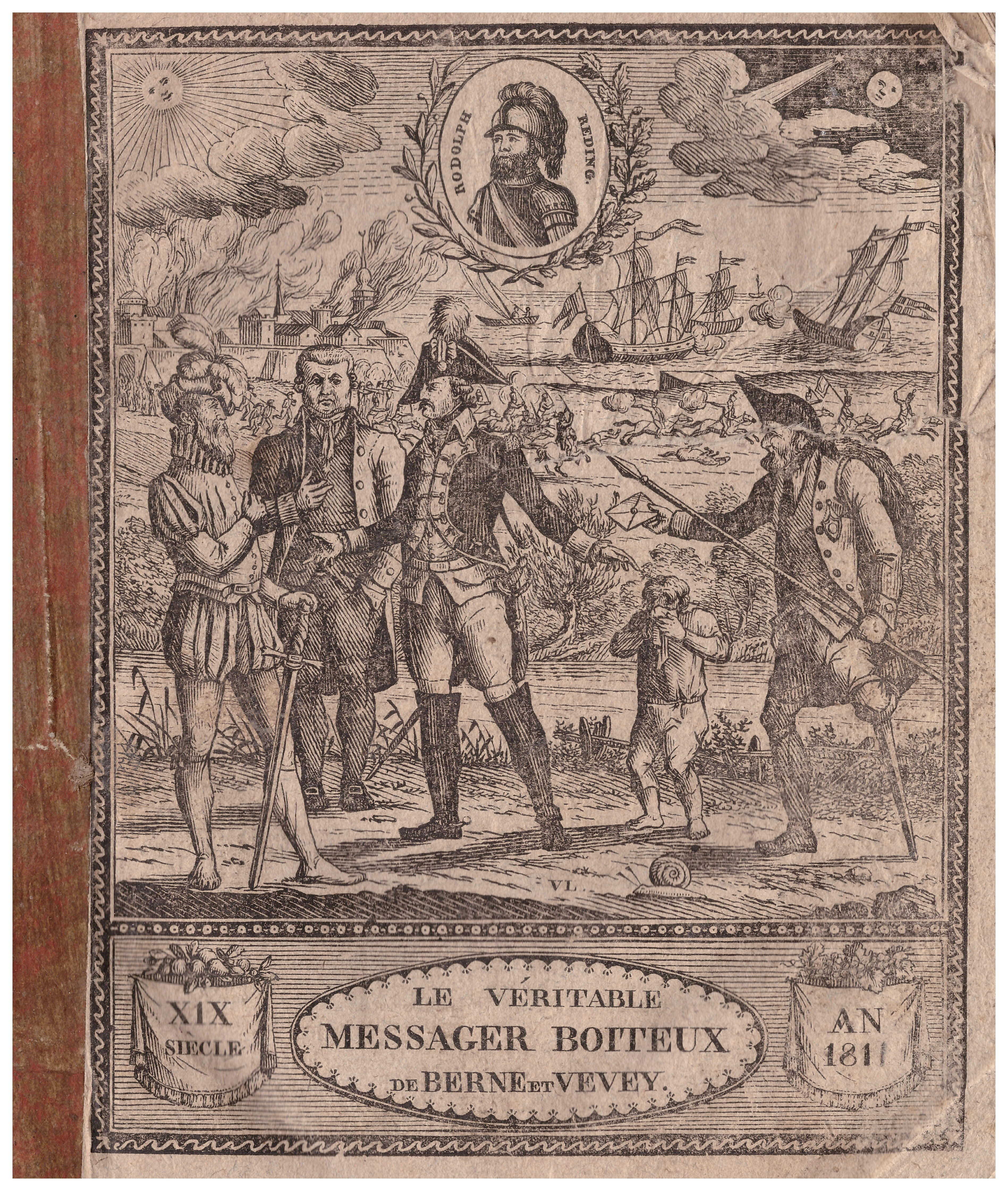
Couverture du Messager Boiteux de 1811
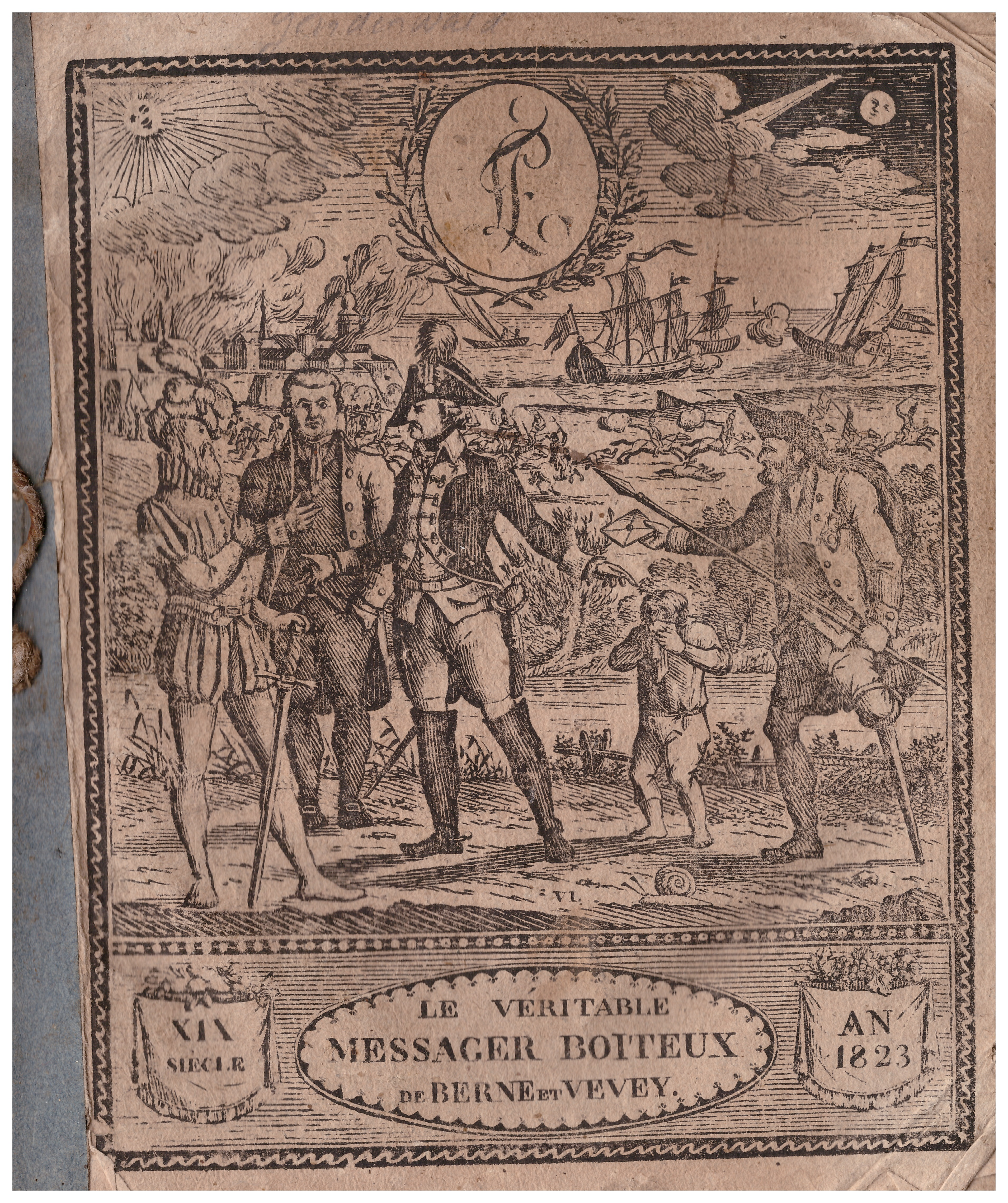
Couverture du Messager Boiteux de 1823
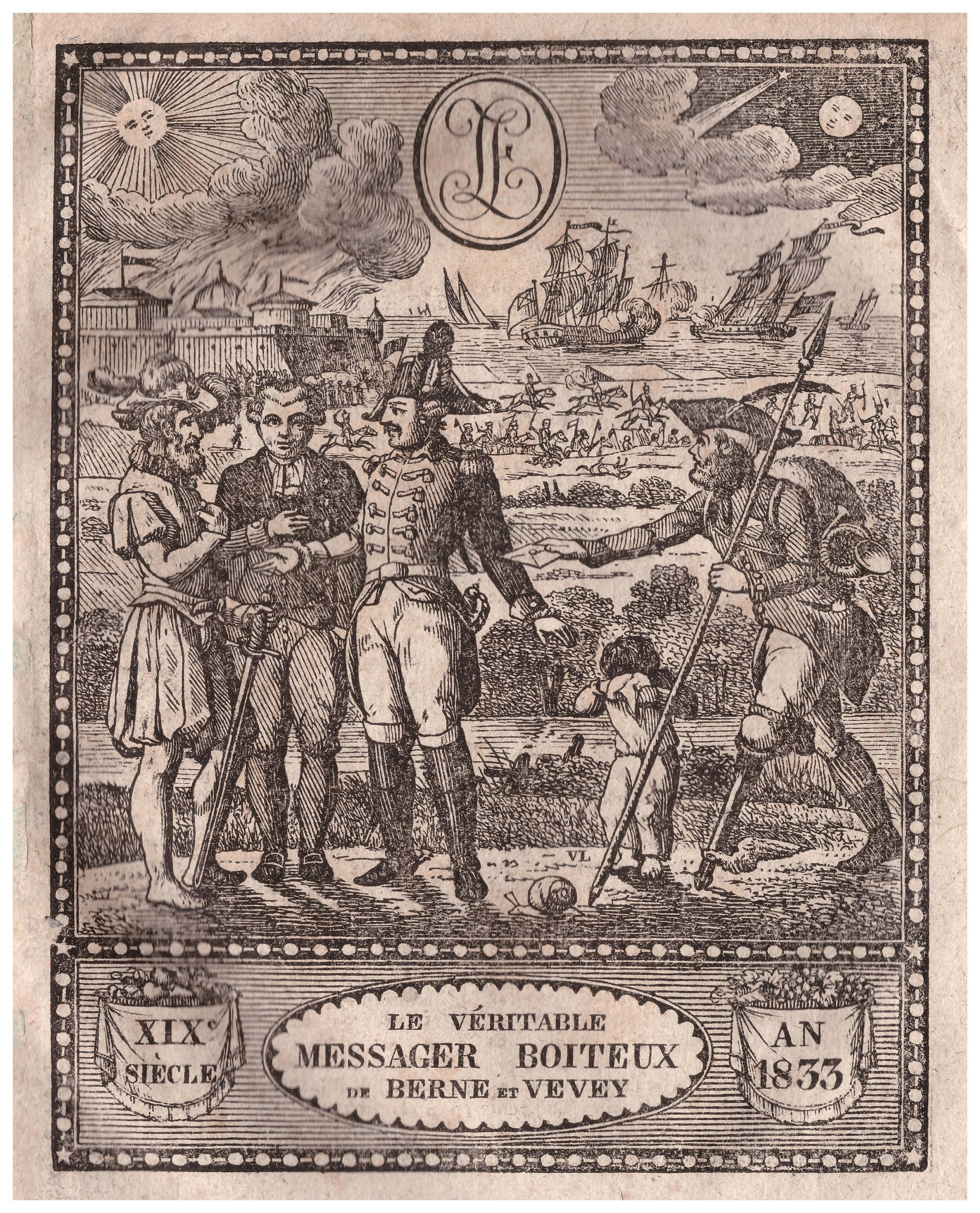
Couverture du Messager Boiteux de 1833

#### Composition
À part durant la période révolutionnaire de 1799 à 1806, la couverture possède les mêmes éléments, représentation de ce que le lecteur trouvera dans l'almanach.
De haut en bas, ces éléments sont :
- Le soleil et la lune entourés de nuages et d'éclairs, symbole des prévisions météorologiques et astronomiques.
- Des scènes de guerres, probablement inspirées du Ravage du Palatinat de 1674, symbole des nouvelles du monde.
- Un militaire, un prêtre ainsi qu'un officier civil portant une épée de justice représentant les trois fondements de la société d'alors: l'église, l'armée et la justice.
- Un enfant en pleurs, symbole des misères du monde, mais aussi de la nouvelle génération.
- Un escargot pour la lenteur des nouvelles rapportées et symbole du foyer.
- Et enfin un messager unijambiste apportant une missive aux trois personnages, réminiscence probable des invalides de la guerre de Trente Ans employés comme colporteurs.

#### Historique
- La page de couverture reprend dans l'essentiel celles des premières versions de l'almanach en allemand.
- Elle est remaniée une première fois en 1771, avec l'ajout du soleil et de la lune, ainsi que de l'escargot.
- En 1799 la couverture est entièrement retravaillée, les trois personnages deviennent les trois Suisses prêtant serment sur le Grütli, Guillaume Tell y fait son apparition ainsi que la personnification de la justice.
- En 1803 la justice disparaît.
- Dès 1805 une vignette avec un héros suisse remplace la place laissée vacante par la justice.
- 1806 voit l'apparition d'une nouvelle couverture, très similaire à celles d'avant 1799.
- 1810 Nouveau dessin signé VL pour Vincent Lörtscher
- Le dessin de la couverture actuelle date de 1830, également signé de la main de Vincent Lörtscher
- En 1957 la couverture passe à la couleur
- La bordure disparaît en 1976

## Personnage vivant
Le personnage que l'on peut voir sur la couverture est toujours incarné par un unijambiste. La plus ancienne personnification du messager boiteux dont l'histoire nous a rapporté le nom est, entre 1800 et 1810, un colporteur du Pays-d'Enhaut dénommé Birde et qui se faisait appeler Bride.
Le personnage du messager boiteux a été illustré vers 1830 par Herminie Chavannes. À partir de la Fête des vignerons de 1927, il est régulièrement intégré à la fête.
- 1927 : François Streit
- 1955 et 1977 : Samuel Burnand
- 1999 : Jean-Luc Sansonnens
- 2019 : Sofia Gonzalez, championne d’athlétisme handisport, participe avec sa lame de compétition. Elle se veut messagère mais pas boiteuse, rendant hommage à ses prédecesseurs, mais en faisant évoluer le personnage[3].

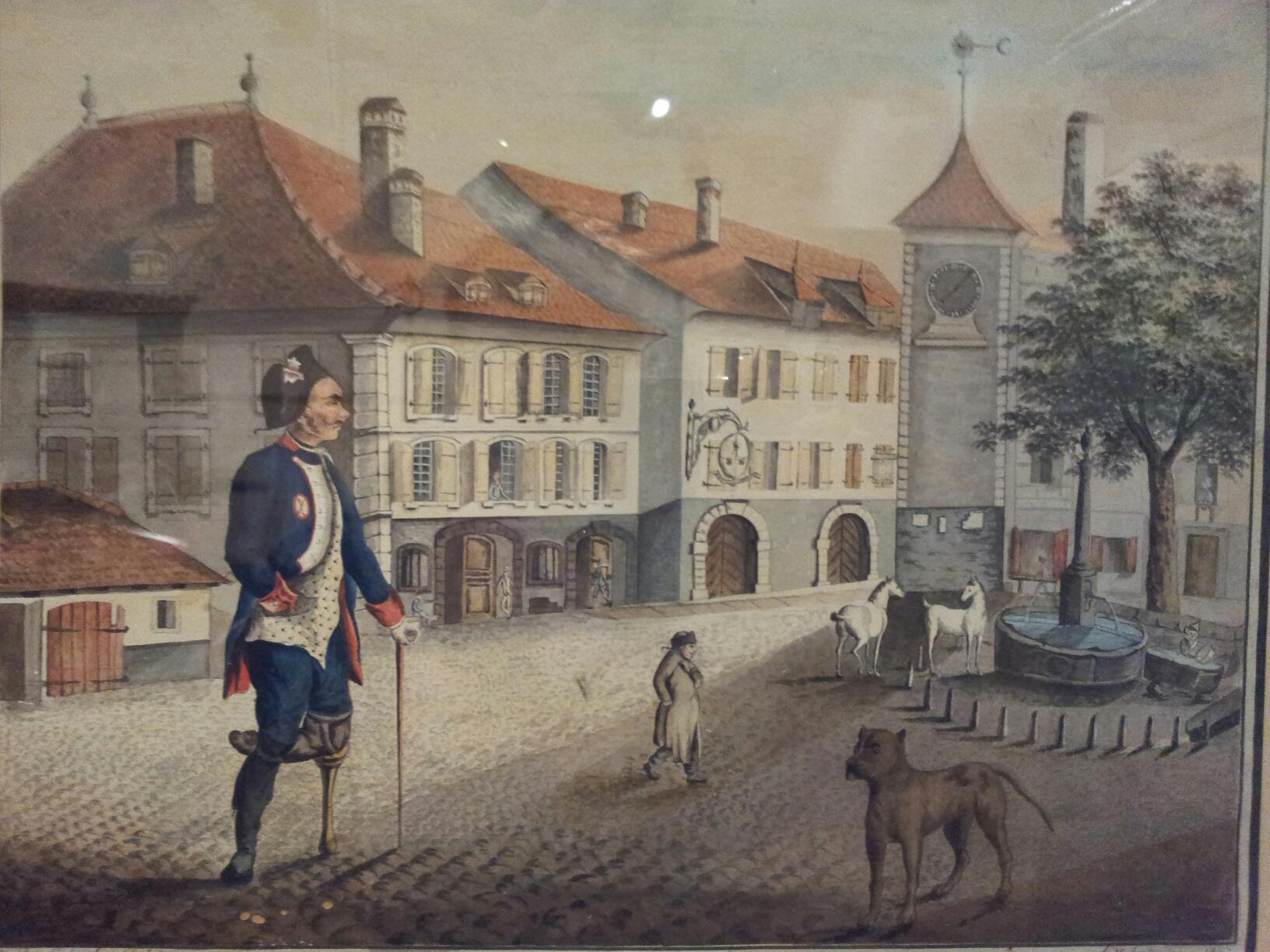
Le messager boiteux en 1807 (Birde).
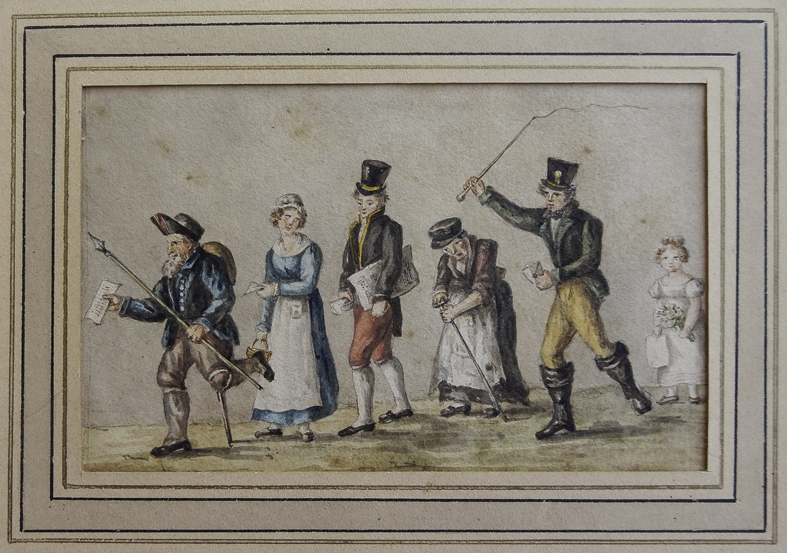
Les messagers, dont le Messager boiteux, aquarelle par Herminie Chavannes au Musée historique de Vevey.
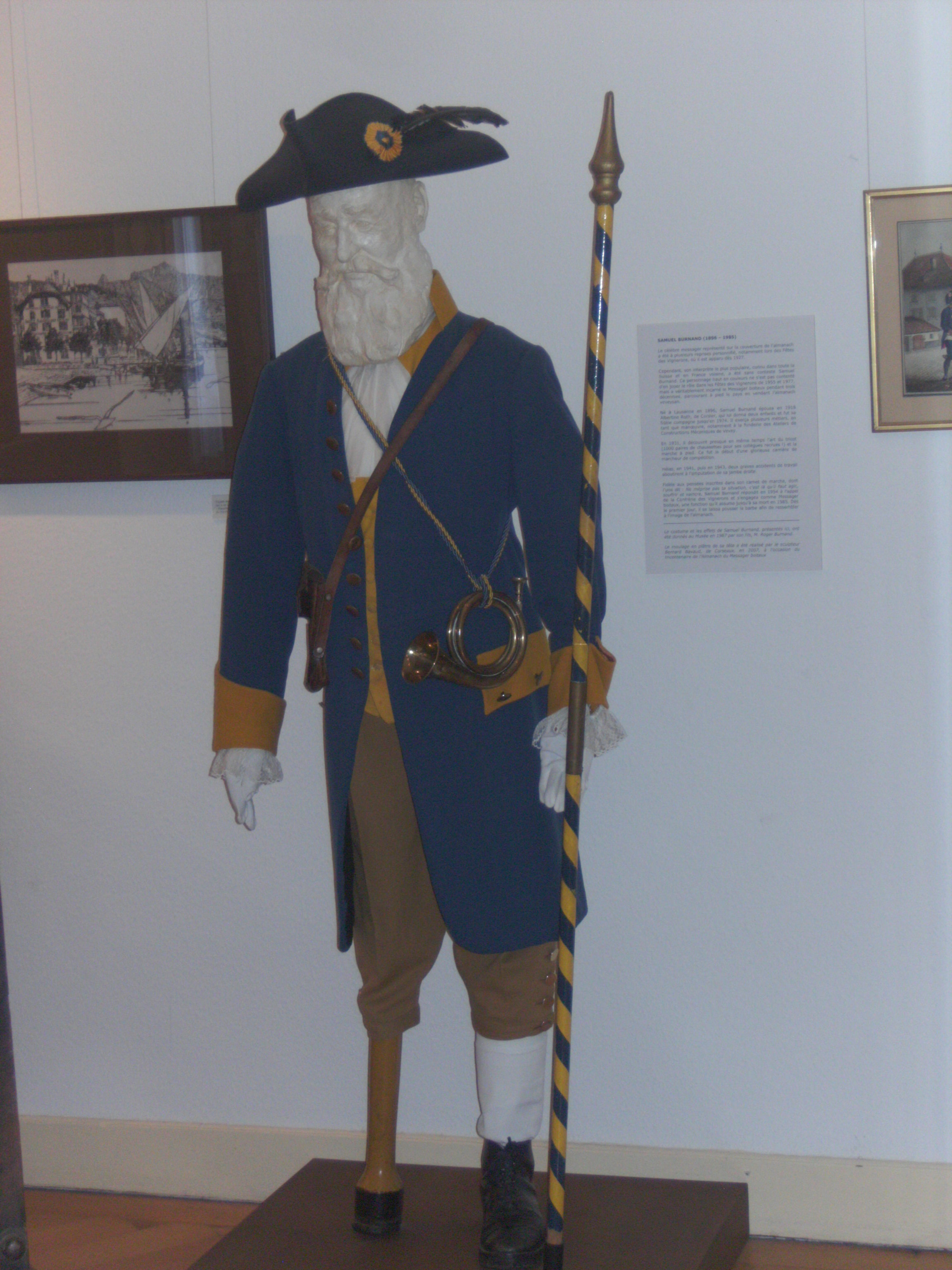
Costume de Samuel Burnand (1955 et 1977).
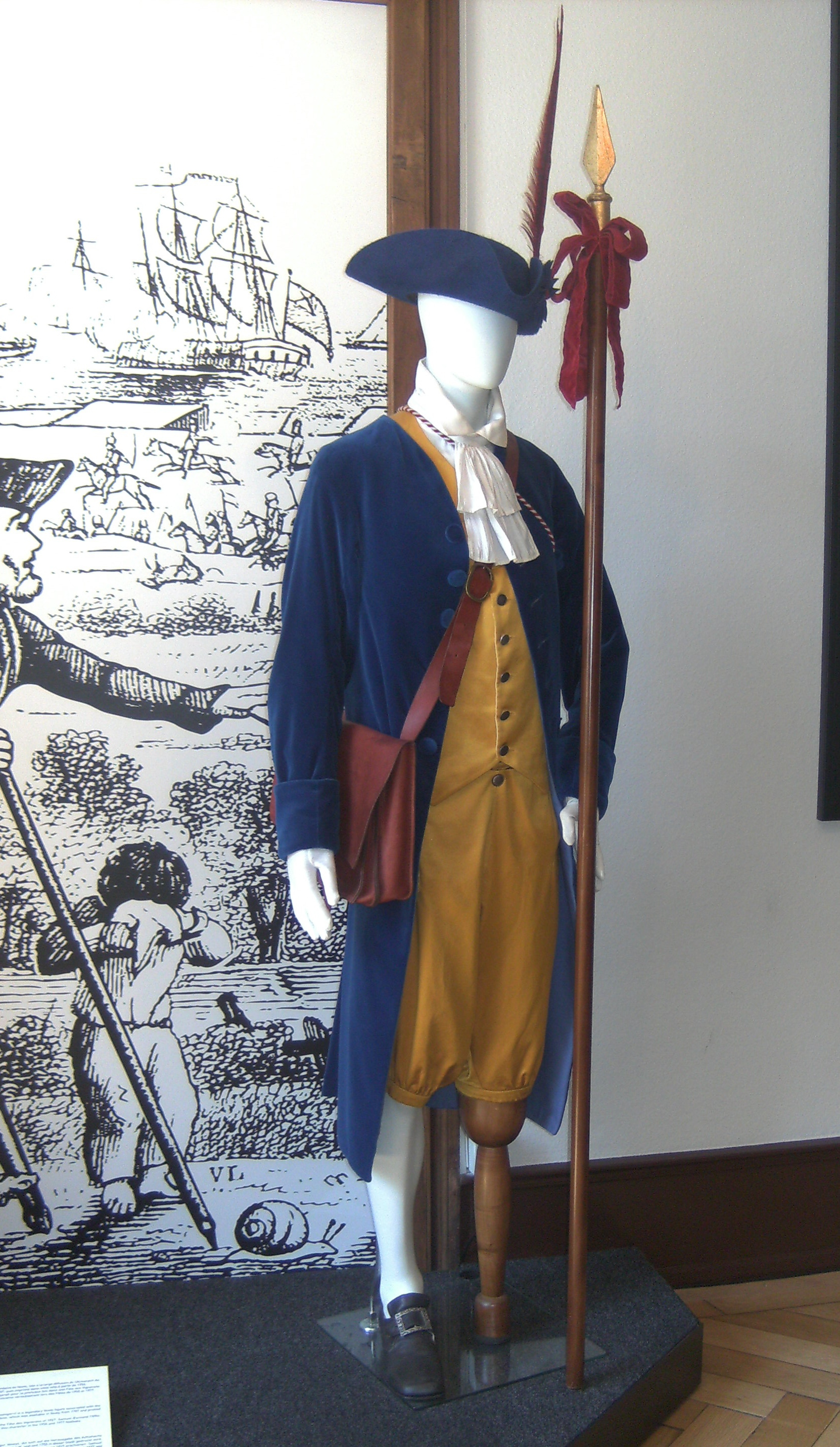
Costume de Jean-Luc Sansonnens (1999)